# Вьель-Ор (кантон)
Вьель-Ор (фр. Vielle-Aure, окс. Vièla) — бывший кантон во Франции, находился в регионе Юг — Пиренеи, департамент Верхние Пиренеи. Входил в состав округа Баньер-де-Бигор. Кантон был упразднен в 2015 году.
Код INSEE кантона — 6526. Всего в кантон Вьель-Ор входили 14 коммун, из них главной коммуной была Вьель-Ор.

## Население
Население кантона на 2012 год составляло 2497 человек.
| 1962 | 1968 | 1975 | 1982 | 1990 | 1999 | 2006 | 2012 |
| ---- | ---- | ---- | ---- | ---- | ---- | ---- | ---- |
| 2033 | 2024 | 1920 | 2142 | 2516 | 2503 | 2677 | 2497 |

## Коммуны кантона
| Коммуна        | Население, чел. (2012) | Почтовый индекс | Код INSEE |
| -------------- | ---------------------- | --------------- | --------- |
| Азет           | 155                    | 65170           | 65058     |
| Ан             | 28                     | 65170           | 65157     |
| Араньюэт       | 240                    | 65170           | 65017     |
| Бурис          | 155                    | 65170           | 65106     |
| Виньек         | 221                    | 65170           | 65471     |
| Вьель-Ор       | 350                    | 65170           | 65465     |
| Грайан         | 19                     | 65170           | 65208     |
| Гюшан          | 139                    | 65170           | 65211     |
| Кадейан-Трашер | 44                     | 65170           | 65117     |
| Кампаран       | 65                     | 65170           | 65124     |
| Сайан          | 120                    | 65170           | 65384     |
| Сен-Лари-Сулан | 891                    | 65170           | 65388     |
| Трамезаиг      | 32                     | 65170           | 65450     |
| Эстансан       | 38                     | 65170           | 65172     |